# Walcher von Molthein

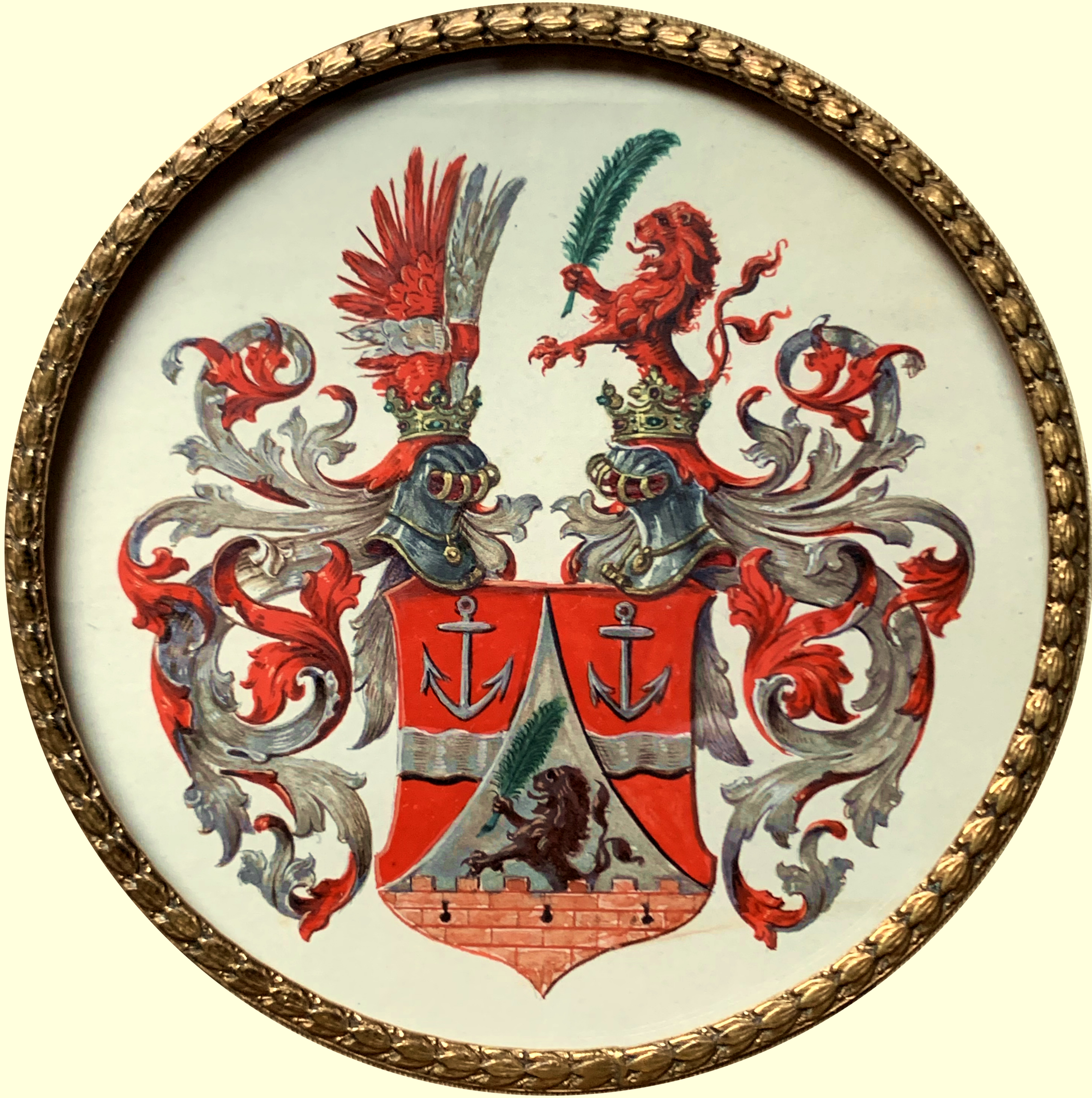
Wappen 1873

Die Walcher von Molthein waren ein aus Tirol stammendes, seit 1854 österreichisches Adelsgeschlecht, ab 1873 im Ritterstand.

## Geschichte
Die Walcher von Molthein entstammten dem ursprünglich aus Graubünden stammenden Kupferschmiedegeschlecht Walcher zu Absam in Tirol, das die Kupferwerke zu Braitweg bei Absam besaß. Die Stammreihe beginnt urkundlich 1607 mit dem Kupferschmied Blasius Georg Walcher. Die Familie kam in diesem Zweig über Moldautein in Böhmen nach Wien. Von 1917 bis 1964 gehörte der Familie Schloss Feldegg.

## Mitglieder

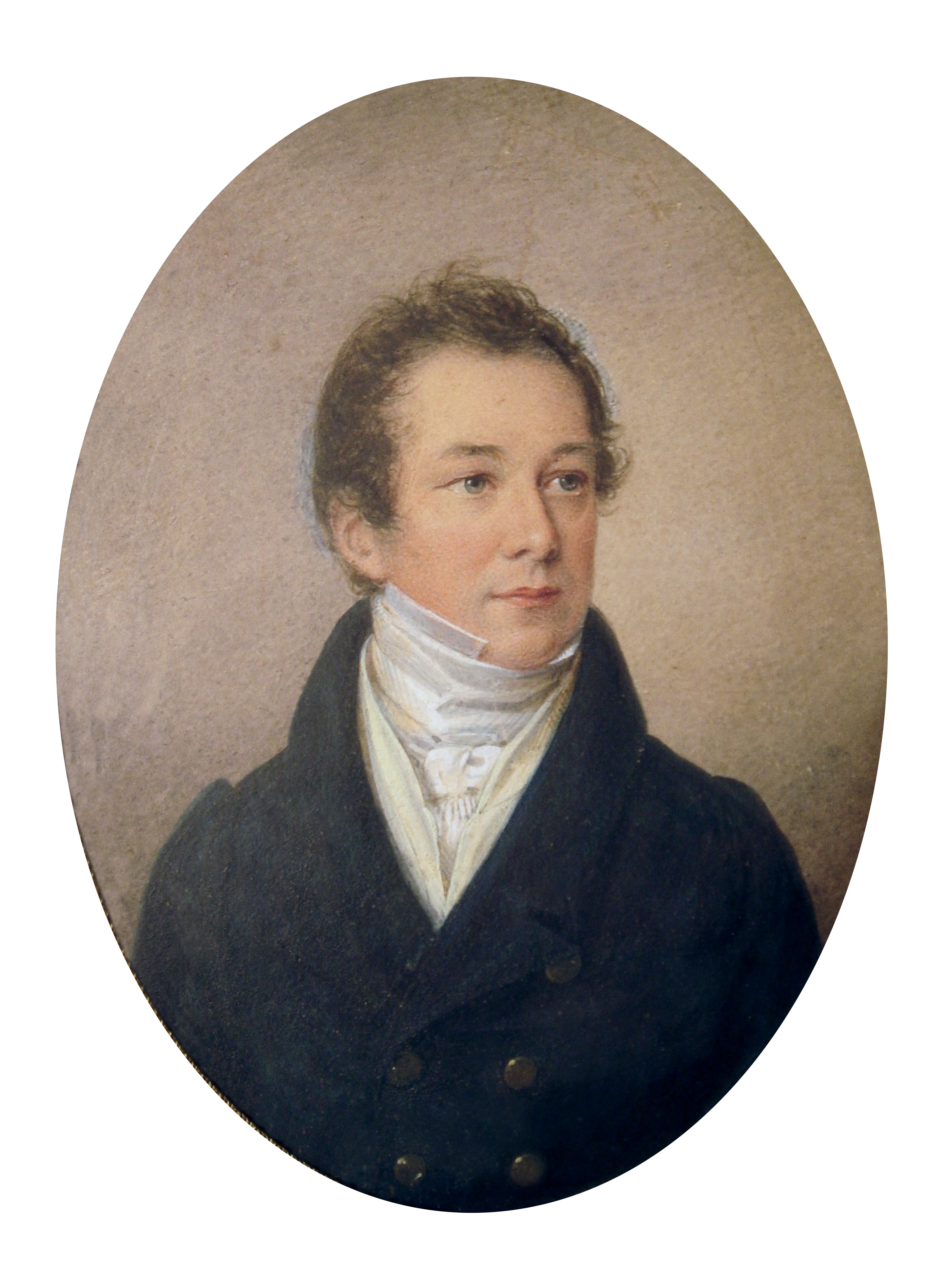
Johann Georg Walcher von Molthein (1785–1854)

- Peter Georg (III.) Walcher (1743–1792), Kaufmann und k.k. Postmeister zu Moldautein ⚭ Johanna geb. Eissner von und zu Eisenstein (1747–1797, in erster Ehe verwitwete Pacher, in dritter Ehe verheiratete Grim)
  - Johann Georg Walcher (1785–1854), Oberbuchhalter der österreichischen Nationalbank, 1854 mit dem Prädikat „von Molthein“ in den österreichischen Adelstand erhoben, ⚭ 1818 Franziska Welzl von Wellenheim (1798–1874)
    - Leopold Walcher von Molthein (1824–1911), Diplomat, 1873 österreichischer Ritterstand ⚭ I. 1863 Camilla Malanotti (1839–1872), ⚭ II. 1877 Emilie Katharina Mollwo-Moberly (1828–1904)
      - Günther Walcher von Molthein (1864–1864)
      - Humbert Walcher von Molthein (1865–1926), Architekt
      - Alfred Walcher von Molthein (1867–1928), Kunsthistoriker und Kunstsammler, ⚭ 1893 Anselma Welzl von Wellenheim (* 1866)
        - Bernhardine Walcher von Molthein (* 1898)
        - Leopoldine Walcher von Molthein (* 1902)
        - Johann Georg Walcher von Molthein (1903–1969)

      - Martha Walcher von Molthein (1868–1952) ⚭ 1891 Bruno Demel Ritter von Elswehr (1867–1910), Hof- und Ministerialrat im k.k. Ministerium des k.k. Hauses und des Äußeren, Bruder des Ägyptologen Hans Demel[2]
      - Hareth Guido Friedrich Walcher von Molthein (* 1870)

## Wappen

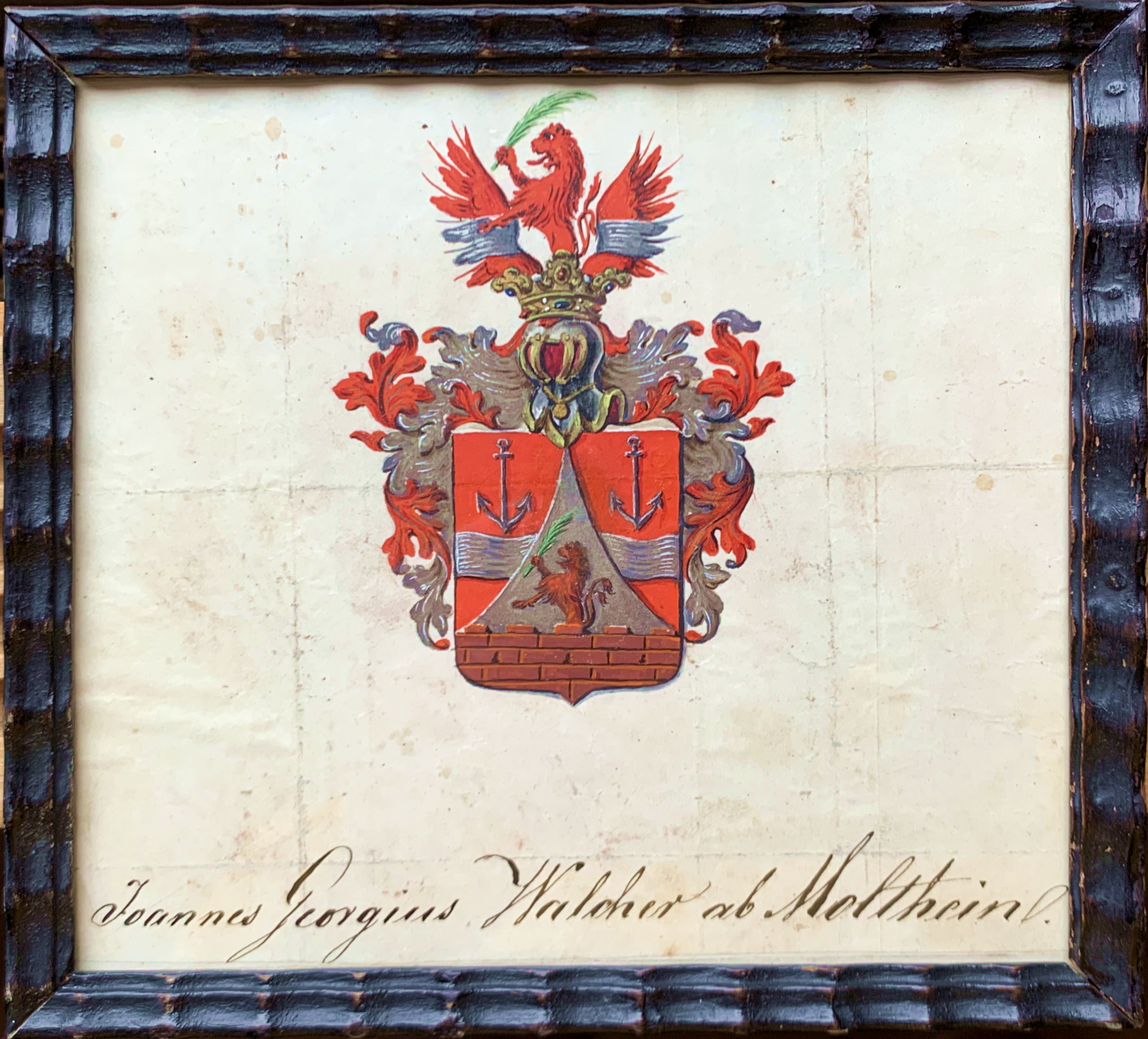
Wappen 1854

Das Wappen von 1854 zeigt einen roten, von einem gefluteten silbernen Querbalken (Wellenbalken) durchzogenen Schild mit einer darüber gelegten und bis zum Hauptrand reichenden eingebogenen silbernen Spitze. In jeder oberen Vierung ein schwebender eiserner Anker. Die Spitze durchzieht längs des Fußrandes eine Mauer von rötlichen Quadern mit sechs Zinnen und drei Schießscharten, aus welcher ein doppelschwänziger roter Löwe, in der rechten Pranke einen grünen Palmzweig vor sich haltend, hervorwächst. Helm mit offenem rotem Flug, belegt mit einem silbernen gefluteten Querbalken dazwischen der rote Löwe mit dem Palmzweig. Helmdecken: Rot mit Silber.
Das Wappen von 1873 zeigt eine eingebogene Spitze, Feld 1 und 2: in Rot ein silberner Wellenbalken, darüber ein eiserner Anker, Feld 3: in Silber ein aus einer roten Zinnenmauer wachsender doppelschwänziger roter Löwe, der in der rechten Pranke einen grünen Palmzweig hält. Zwei gekrönte Helme, beide mit rot-silbernen Decken, Helm 1 (rechts): ein rechts roter und links silberner Flug, beiderseits mit einem Wellenbalken in Gegenfarbe belegt, Helm 2 (links): ein wachsender doppelschwänziger roter Löwe, der in der rechten Pranke einen grünen Palmzweig hält.